# Coke en stock
Pour les articles homonymes, voir Coke.
Coke en stock (ou Les Aventures de Tintin : Coke en stock) est le 19e album de bande dessinée des Aventures de Tintin, conçu par Hergé et paru en 1958.

## Résumé

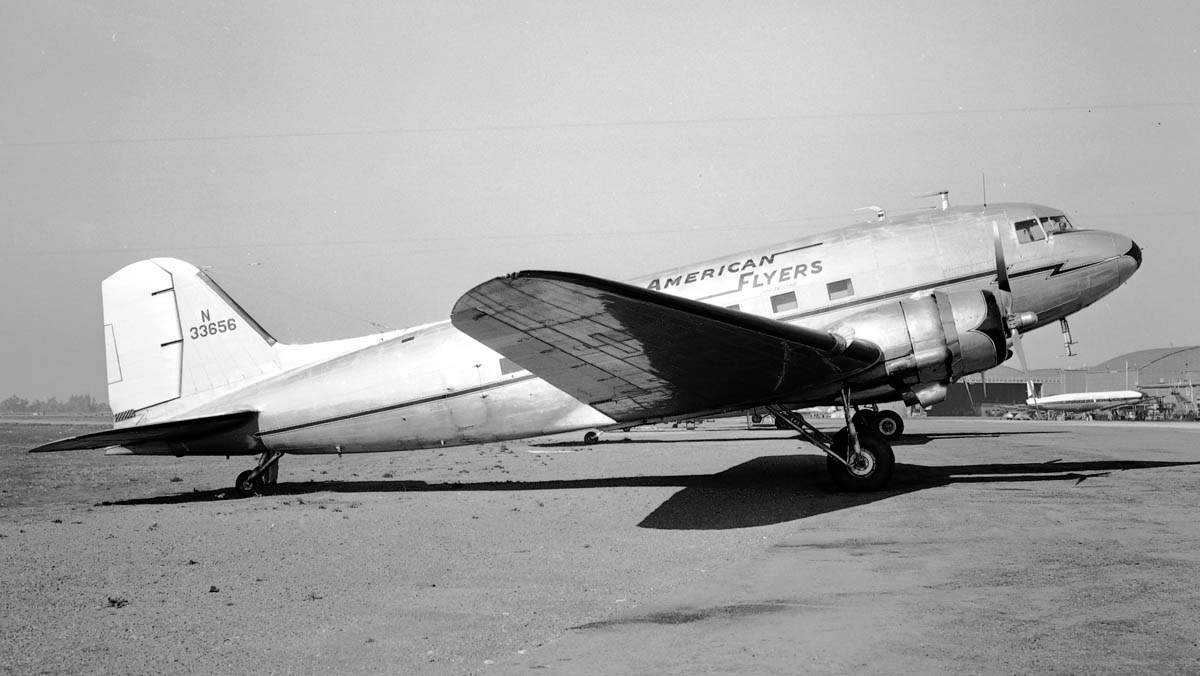
Moyen courrier Douglas DC-3 « Dakota »

En sortant d'un cinéma, Tintin et le capitaine Haddock rencontrent par hasard le général Alcazar, qui semble pressé de les quitter. Ce dernier ayant perdu son portefeuille, les deux amis lui rapportent à l'hôtel où il prétend être descendu, mais le général y est inconnu. 
De retour au château de Moulinsart, ils découvrent qu'Abdallah et sa suite s'y sont installés pour fuir la guerre qui menace d'éclater au Khemed. Le lendemain, les Dupondt leur apprennent qu'Alcazar est venu secrètement en Europe pour négocier l'achat d'avions dans le but de renverser son rival au San Theodoros, le général Tapioca. 
Tintin et Haddock retrouvent finalement, grâce à des indications provenant du portefeuille du général Alcazar, le général en compagnie de Dawson, ancien chef de la police de la Concession internationale de Shanghai que le héros avait rencontré dans Le Lotus bleu. Tandis que le capitaine restitue son portefeuille au général, Tintin suit discrètement Dawson et découvre qu'il participe à un trafic international d'armes de guerre. Dans le même temps, un coup d'État perpétré par le cheik Bab El Ehr a renversé l'émir Mohammed Ben Kalish Ezab au Khemed. Tintin et Haddock décident de s'y rendre aussitôt.

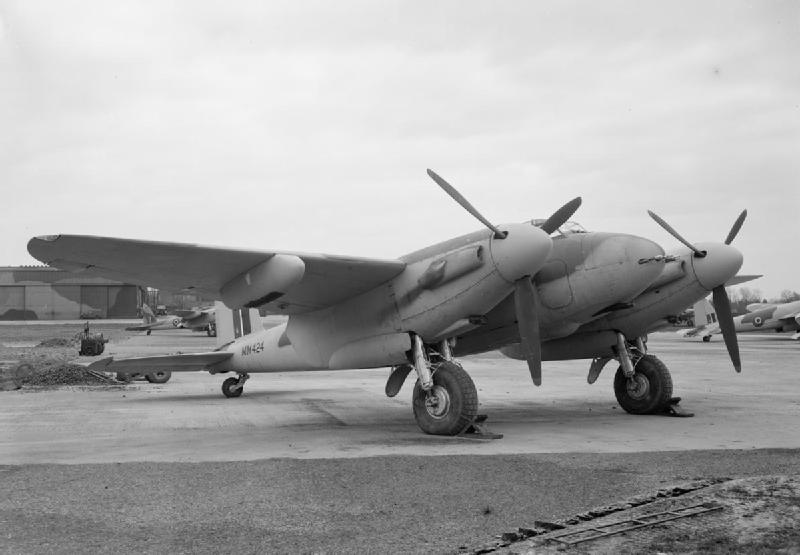
Chasseur-bombardier de Havilland Mosquito

À l'aéroport de Wadesdah, ils sont refoulés par la douane sous un prétexte fallacieux et contraints d'embarquer dans l'avion qui retourne à Beyrouth : il s'agit d'un prétexte pour les éliminer, une bombe à retardement ayant été placée entretemps dans la soute à bagages. L'attentat échoue providentiellement après qu'un incendie de moteur a contraint le pilote à un atterrissage forcé juste avant son explosion. Faussant compagnie aux autres passagers, Tintin et Haddock s'introduisent à Wadesdah, où ils sont accueillis en pleine nuit par Oliviera da Figueira. Ce dernier leur permet de quitter la ville le lendemain, déguisés en femmes arabes. Les héros chevauchent jusqu'au refuge de l'émir, placé sous la protection de Patrash Pacha. Ben Kalish Ezab explique à Tintin que la compagnie Arabair a financé le coup d'État car l'émir l'avait menacé de révéler au monde entier le trafic d'esclaves auquel elle se livre : des milliers d'Africains se rendant en pèlerinage à La Mecque sont en réalité vendus comme esclaves avant leur arrivée.

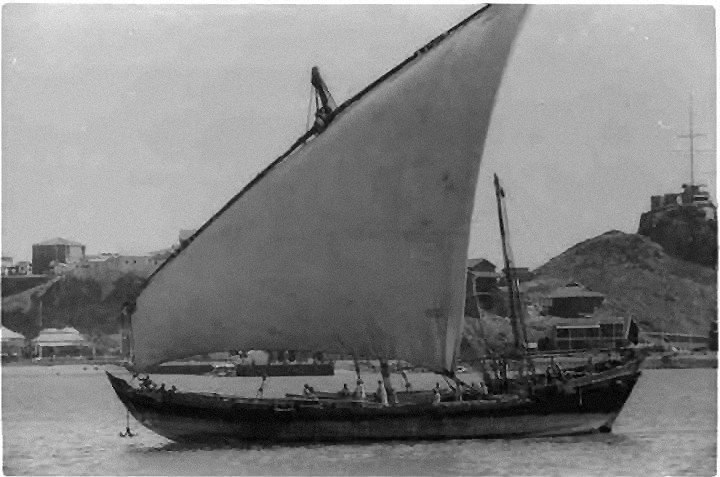
Un sambouk

Tintin et Haddock sont conduits vers la côte de la mer Rouge pour embarquer sur un sambouk en partance pour La Mecque, en vue d'enquêter sur ce trafic. Leur voilier est attaqué et incendié par un chasseur-bombardier que Tintin parvient néanmoins à abattre. Réfugiés sur un radeau de fortune, les héros recueillent son pilote, Piotr Szut. Les naufragés sont secourus par le Shéhérazade, le yacht du marquis di Gorgonzola, propriétaire de l'Arabair et qui n'est autre que Rastapopoulos. Sur ordre du marquis, qui cherche à les éloigner, Tintin et le capitaine sont transbordés puis séquestrés sur le cargo Ramona, commandé par le malfaiteur et contrebandier Allan Thompson. Dès la nuit suivante, le navire chargé d'explosifs est délibérément incendié par l'équipage, lequel l'évacue dans une chaloupe de sauvetage, laissant à bord Tintin, Haddock et Szut qui refuse de les abandonner. Ces derniers parviennent à maîtriser le sinistre avant de remettre en marche le cargo. Ce faisant, ils découvrent que le Ramona transporte à fond de cale de nombreux Noirs, en pèlerinage pour La Mecque. Tintin découvre à la lecture d'un fragment de télégramme signé par di Gorgonzola que le Ramona était chargé de livrer du coke : c'est en réalité le nom de code donné aux Africains destinés à l'esclavage.

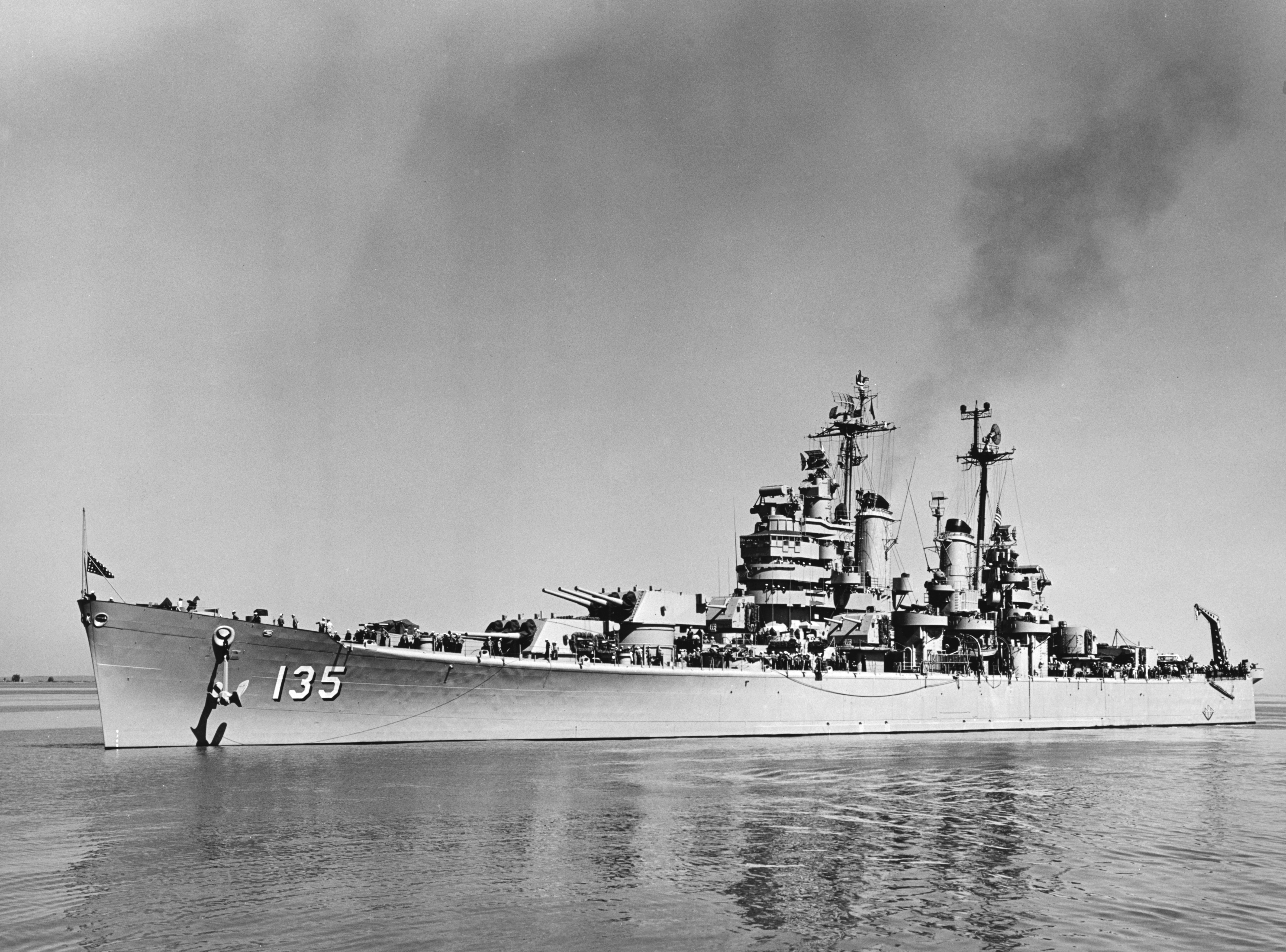
L' en 1952.

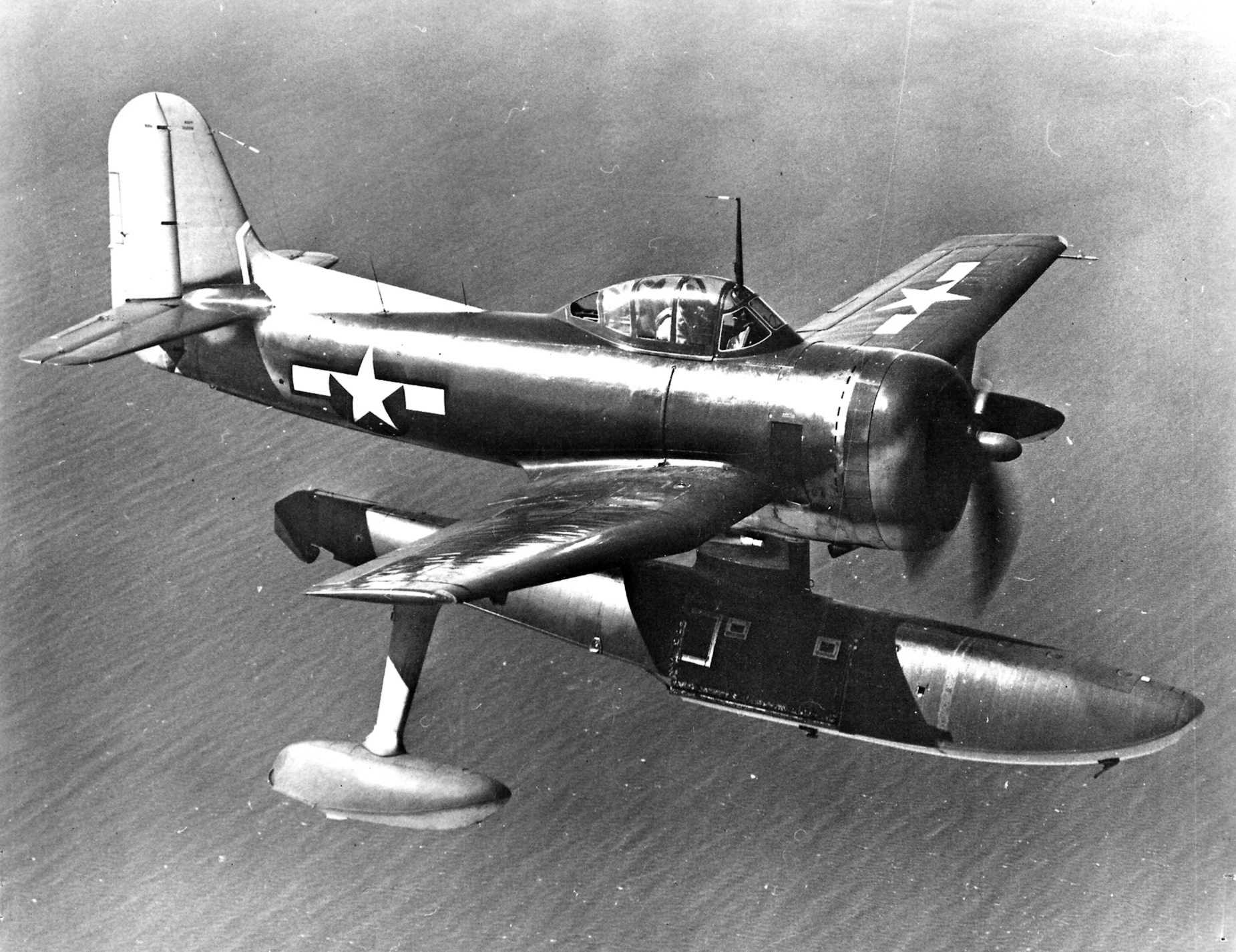
Curtiss SC Seahawk de l'US Navy.

Le marquis di Gorgonzola tente de faire couler le Ramona par un sous-marin à ses ordres. Un SOS lancé à la radio par Tintin permet l'intervention d'hydravions de combat du croiseur USS Los Angeles de l'US Navy qui grenadent le sous-marin et le forcent à faire surface. 
Une dernière tentative de destruction du Ramona, par une mine posée par un homme-grenouille, échoue elle aussi. Le lendemain matin, le Shéhérazade est arraisonné par le Los Angeles. Acculé, le milliardaire s'échappe au moyen d'un petit sous-marin monoplace, laissant croire qu'il a disparu au fond de l'océan. La filière esclavagiste est démantelée et le scandale international est rapporté par la presse.
À leur retour à Moulinsart, Tintin et Haddock retrouvent un Nestor très amaigri par les frasques que lui a fait subir Abdallah. Ce dernier a quitté le château, son père l'ayant rapatrié après avoir recouvré son pouvoir au Khemed. La tranquillité de Moulinsart est de courte durée : Séraphin Lampion a choisi d'en faire le lieu de départ de son rallye automobile.

## Personnages
- Tintin
- Milou
- le capitaine Haddock
- les Dupondt
- le professeur Tournesol
- Nestor

Outre ces personnages habituels, cette aventure est surtout remarquable par la présence d'un grand nombre de personnages découverts dans des albums précédents :
- Rastapopoulos, ou le marquis Di Gorgonzola (Les Cigares du pharaon, Le Lotus bleu, puis plus tard Vol 714 pour Sydney et possiblement Tintin et l'Alph-art[note 1])
- Oliveira da Figueira (Les Cigares du pharaon, Tintin au pays de l'or noir)
- Dawson (J.M.) (Le Lotus bleu)
- Le général Alcazar (L'Oreille cassée, Les Sept Boules de cristal, et plus tard dans Tintin et les Picaros)
- Le Dr Müller ou professeur Smith, devenu Mull Pacha (L'Île Noire, Tintin au pays de l'or noir)
- Bianca Castafiore (Le Sceptre d'Ottokar, Les Sept Boules de cristal, L'Affaire Tournesol, puis plus tard Les Bijoux de la Castafiore, Tintin et les Picaros et Tintin et l'Alph-art)
- Allan (Les Cigares du pharaon, Le Crabe aux pinces d'or, puis plus tard Vol 714 pour Sydney)
- Ben Kalish Ezab, son fils Abdallah et son rival Bab El Ehr (Tintin au pays de l'or noir), tandis que les deux premiers reviendront dans Tintin et l'Alph-art
- Séraphin Lampion (L'Affaire Tournesol), qui paraîtra plus tard dans les quatre derniers albums, jusqu'à Tintin et l'Alph-art

À l'inverse, Piotr Szut fait son apparition. Pilote estonien de Mosquito pour l'armée du Khemed, aux ordres du cheik Bab El Ehr, il reçoit pour mission de couler le caboteur où Tintin et Haddock prennent place, ce qu'il accomplit avant d'être à son tour abattu par Tintin. Ce dernier le recueille sur son radeau de fortune et dès lors, Piotr Szut accompagne les héros pour le reste de l'aventure. Il intervient dans un album ultérieur, Vol 714 pour Sydney, en tant que pilote de l'avion privé du milliardaire Laszlo Carreidas.

### Lieux visités
L'aventure s'ouvre et s'achève au château de Moulinsart mais une grande partie de l'intrigue se déroule au Khemed, un pays imaginaire de la péninsule arabique, et en mer Rouge.

## Création de l'œuvre

### Contexte d'écriture
Depuis la fin de la Seconde Guerre mondiale, Hergé souffre d'une dépression chronique qui l'a conduit à interrompre la parution de certaines de ses aventures,, mais au milieu des années 1950, il semble avoir retrouvé un regain d'énergie : la publication de L'Affaire Tournesol de décembre 1954 à février 1956 se fait sans la moindre interruption, ce qui n'était pas arrivé depuis Le Trésor de Rackham le Rouge douze ans plus tôt. Fondés en 1950, les Studios Hergé lui permettent de modifier certains aspects de sa méthode de travail pour la rendre plus efficace et moins harassante. Comme il le confie à son éditeur anglais, la société Methuen, la composition et la production d'une nouvelle aventure s'effectuent alors à un rythme bien défini : il considère qu'il lui faut deux à trois mois pour « trouver le sujet d'un album, rassembler la documentation et bâtir le scénario », puis « soixante-deux semaines pour dessiner les soixante-deux pages d'une histoire ».
Après la rédaction d'un court synopsis, Hergé assure seul le découpage de l'histoire à partir de petits croquis où se mêlent les dialogues et les principaux éléments graphiques. Pour le dessin en grand format, Hergé prend l'habitude à partir de L'Affaire Tournesol d'effectuer les crayonnés sur des feuilles distinctes de la planche définitive pour que plusieurs personnes puissent intervenir sur la même page. C'est ainsi qu'il confie la réalisation des décors et des costumes à ses assistants, en premier lieu Bob de Moor, tandis qu'il conserve le dessin des personnages, cherchant à leur apporter la plus grande expressivité possible.
À cette époque, le personnage de Tintin devient une véritable icône internationale. Les ventes d'albums progressent et les traductions se multiplient. En avril 1953, les Studios Hergé emménagent dans des locaux plus vastes sur l'avenue Louise à Bruxelles, tandis que Raymond Leblanc travaille au projet du premier magasin Tintin à proximité.

### Travail de documentation

#### Univers maritime
Fidèle à ses habitudes, Hergé s'appuie sur une riche documentation et un travail de préparation méticuleux pour aboutir au plus grand réalisme. Il consulte de nombreux ouvrages, parmi lesquels une édition illustrée des Secrets de la mer Rouge d'Henry de Monfreid, plusieurs numéros de la Revue maritime, ou encore le livre Un sous-marinier de la Royal Navy d'Edward Young.
Pour préparer son album et notamment les scènes maritimes qui sont nombreuses dans cet album, le dessinateur embarque en août 1956 pendant quatre jours à bord du cargo Reine-Astrid, naviguant entre Anvers et Göteborg, en compagnie de son assistant Bob de Moor, l'un de ses collaborateurs des studios Hergé. Ensemble, ils prennent pendant ce trajet quantité de photos et croquis qui visent à crédibiliser les séquences à bord du Ramona,,. Pour dessiner ce cargo, Hergé se fonde également sur le S.S. Égypte, construit en 1946 par les chantiers navals Boel à Tamise et qui avait déjà servi de modèle au Pachacamac dans Le Temple du Soleil, quinze ans plus tôt. 

Tous les autres navires présents dans l'album sont dessinés à partir de photographies de modèles réels, soigneusement consignées par Hergé dans la documentation qu'il a amassée au cours de sa carrière. C'est le cas du sous-marin Requin, commandé par Kurt, qui est la copie d'un U-Boot de type VII C datant de 1939, l'un des modèles les plus utilisés par la Kriegsmarine pendant la Seconde Guerre mondiale.

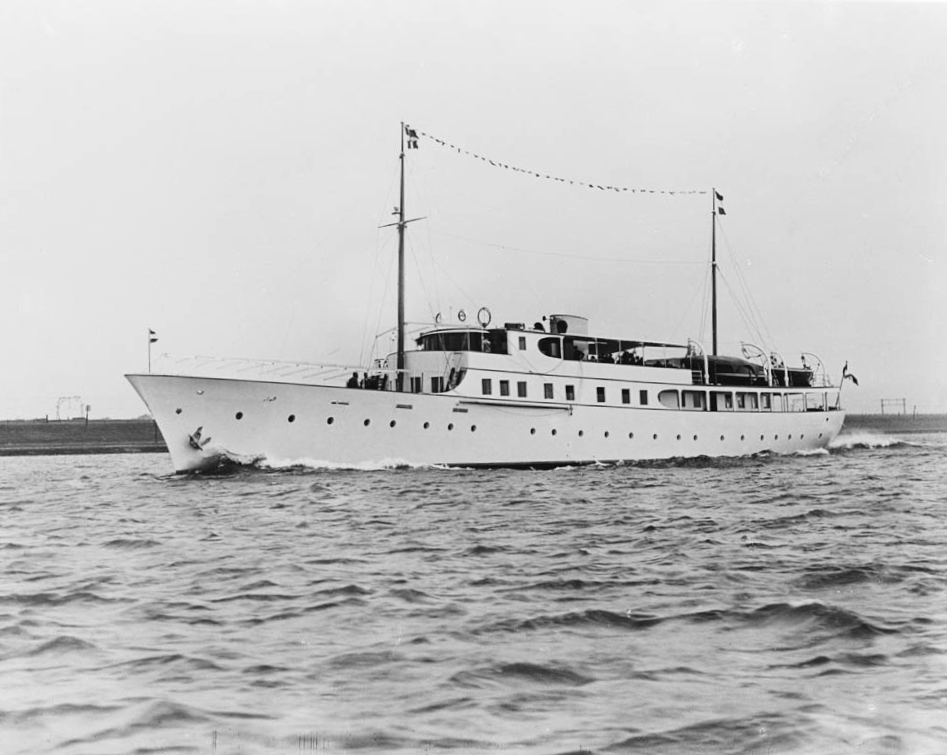
Yacht iranien Chahsevar, dont est inspiré la Shéhérazade

Le Shéhérazade, le yacht de Rastapopoulos, est reproduit à partir d'un yacht de l'Empire perse dont Hergé conservait une photographie, de même que la vedette dans laquelle il monte pour aller à la rencontre de Tintin (à bord du croiseur Los Angeles). Elle est d'ailleurs similaire à celle qui est dessinée dans L'Affaire Tournesol.
Le croiseur américain Los Angeles est un bateau réel. Construit à Philadelphie et lancé en août 1944, ce navire de classe Baltimore est entré en service dans l'US Navy à la fin de guerre. 
Le nageur de combat chargé de déposer une mine sur la coque du Ramona pour le compte du milliardaire Rastapopoulos est inspiré d'un personnage réel : Lionel Crabb, agent de la Royal Navy et du Secret Intelligence Service, dont la photographie avait servi de couverture à l'ouvrage Les Hommes-Grenouilles, de l'écrivain allemand Cajus Bekker, paru en 1955. Hergé s'appuie sur cette image pour reproduire fidèlement l'équipement du nageur, jusqu'au pince-nez.
Afin que les mouvements des différents navires en mer Rouge soient le plus crédible possible, Hergé et son assistant Bob de Moor ont réalisé un schéma préparatoire en s'appuyant sur une carte de la péninsule arabique.

#### Voitures et véhicules
Les automitrailleuses khémedites aux ordres de Mull Pacha sont des 
Daimler de la Seconde Guerre mondiale, donc contemporaines des avions Mosquito :

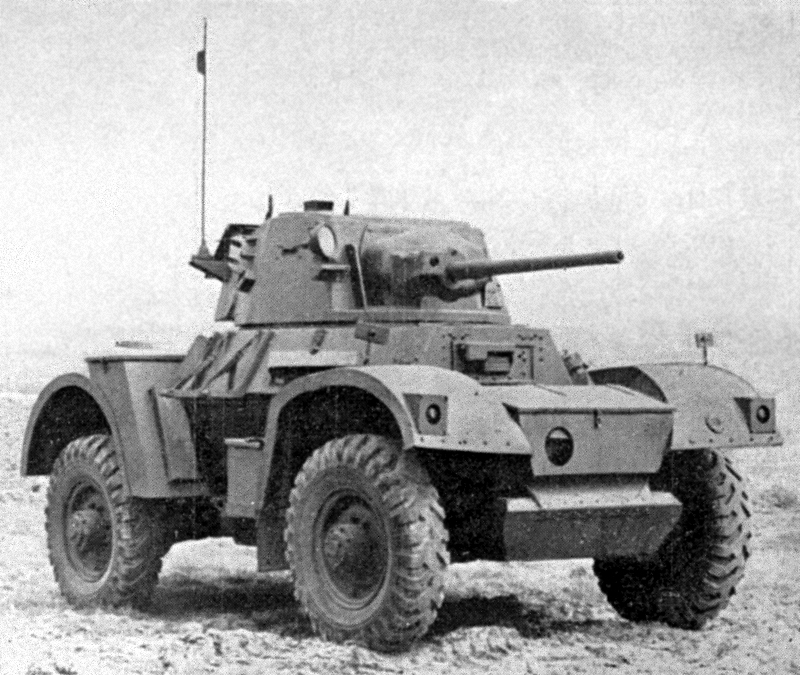
Daimler Armoured Car

Grand amateur de voitures, Hergé prend l'habitude de reproduire des modèles existants pour apporter plus de réalisme à son récit. Dans la dernière case, le rallye automobile du Volant club organisé par Séraphin Lampion dans le parc du château de Moulinsart est l'occasion pour le dessinateur de représenter une multitude de véhicules, parmi lesquels une Porsche 356 de couleur bleue qu'il possédait lui-même (no 8). Parmi les autres véhicules représentés dans ce rallye figurent une Citroën DS et la Citroën 2 CV des Dupondt, une DKW 3=6 (no 9), une Isetta (no 4), une Messerschmitt KR 175, une Mercedes 190 SL (no 11), une MG A (no 1), une Alfa Romeo Giulietta Berline (no 2), une Peugeot 403 (no 3), une Plymouth Belvedere (no 7), une Opel Rekord (no 10), une BMW 502 (no 16), une Cadillac Eldorado Brougham (no 17), une Volvo PV444 (no 24) et une Triumph TR3A (no 36).

#### Autres éléments
Les répliques des querelles entre pèlerins, dans la première case de la planche 51, ont été commandées par Hergé à un correspondant de la revue L'Afrique et le monde. Les phrases échangées le sont donc en yoruba, une langue parlée au sud-ouest du Nigéria, ainsi que dans une partie du Bénin et du Togo. À ce titre, une erreur est commise puisque d'après les propos de l'émir Mohammed Ben Kalish Ezab, les pèlerins africains sont originaires du Sénégal ou du Soudan français, où cette langue n'est pas parlée.

### Anecdotes et sources d'Hergé
Pour le début de l'histoire, le dessinateur croque des vues de l'avenue de la Toison-d'Or à Ixelles, ainsi que les quartiers industriels de Vilvorde, toutes deux communes de Belgique. Hergé commence alors à prendre conscience que la lisibilité de la ligne claire risque de finir par succomber à la tentation toujours plus grande de l'hyperréalisme.
On peut également trouver dans cet album de nombreuses références à la peinture, l'histoire et l'actualité de l'époque.
- Lorsque le yacht de Rastapopoulos vient vers eux, le capitaine Haddock, tout à sa joie, danse en sautant et traverse les planches du radeau de survie. Il réapparaît à la surface avec une méduse mauve sur la tête. Tintin lui déclare : « Vous voulez donc à tout prix que ce soit réellement le Radeau de la Méduse ? » C'est une allusion directe au tableau de Théodore Géricault Le Radeau de la Méduse (page 39, vignette C2). Plus tard, le capitaine Haddock a enfilé son chandail à l’envers après qu’il a servi comme drapeau, l’emblème qui représente une ancre est affiché sur son dos.
- Signe de l'intérêt débutant d'Hergé pour la peinture, on peut aussi reconnaître, dans cet album, une huile sur toile d'Alfred Sisley, Le Canal du Loing, exposée sur un mur de Moulinsart (page 10, vignettes B2 et C2)[21]. Rastapopoulos, lui, a décoré la cabine de son yacht d'un tableau évoquant une des muses de Pablo Picasso : soit Dora Maar, soit Marie-Thérèse Walter[22].
- Le refuge de l'émir est directement inspiré de Khazneh, composante de la cité de Pétra, en Jordanie[23]. Ce même site inspirera le film Indiana Jones et la Dernière Croisade, réalisé par Steven Spielberg sorti en 1989, pour représenter le temple caché abritant le Graal. Cela fait partie des nombreuses allusions du film à la série Tintin[24]. Le refuge est qualifié par le capitaine de « temple romain ». En fait, le site qui l'inspire est un tombeau bâti par les Nabatéens, peuple arabe de l'Antiquité vivant au sud de la Jordanie et de Canaan, et dans le nord de l'Arabie actuelle. Même si les Romains sont allés jusqu'à Pétra, cet édifice est plutôt d'inspiration hellénistique[22].
- Sur le radeau, Tintin fait part de sa volonté de tenter de boire de l'eau de mer en faisant précisément référence au Docteur Bombard. Ce médecin français venait de faire sensation à l'époque sur ses recherches appliquées de règles de survie en mer. En 1952, il traversa l'Atlantique plus de deux mois durant à bord d'un Zodiac à voile, dépourvu d'équipements de navigation. Ce naufragé volontaire voulut prouver qu'il était possible de survivre, uniquement en buvant de l'eau de pluie, du liquide issu du pressage de poissons et en mangeant du plancton (riche en Vitamine C). Le Capitaine Haddock se moque de cette initiative, qui suscita à l'époque quelques doutes. Hergé voulut rendre hommage à ce médecin qu'il rencontra en avril 1957, soit trois mois avant de dessiner la scène en question[11],[22].
- Certains aspects du personnage de Rastapopoulos évoqués dans cet album sont inspirés de la vie d'Aristote Onassis : milliardaire d'origine grecque, aux activités parfois à la limite de la légalité et controversées, invitant des personnalités sur son yacht, dont une diva (la Castafiore étant le pendant de la Callas)[25].
- Le bal masqué à bord du navire montre une multitude de costumes. Le marquis est déguisé en Méphisto d'opéra et sa cavalière porte un costume japonais semblant sortir de Madame Butterfly (opéra de Giacomo Puccini). D'autres convives sont habillés en Polichinelle (avec un faux menton et un faux nez), en Pierrot, en pharaon, en légionnaire romain[22]...
- Le navire est baptisé MS Shéhérazade. MS signifie Motor Ship (bateau à moteur). Tandis que Shéhérazade est une héroïne du recueil anonyme de contes Les Mille et Une Nuits.
- Constatant que le sondeur bathymétrique du Ramona indique  22 brasses de fond[26], le capitaine Haddock ordonne de mouiller 80 brasses de chaîne[27], ce qui est un peu supérieur à la prescription usuelle, de mouiller une touée d'environ trois fois le fond[28].
En pratique, la touée fixée pour un mouillage ne s'indique pas en brasses (ni en mètres)[29] mais en maillons (d'environ trente mètres). Chaque maillon étant séparé du suivant par un groupe de mailles facilement repérables[30], la décision est ainsi signifiée : « On mouillera (ou : on fera tête sur…) N maillons ». En l'occurrence, sur le Ramona, Haddock aurait dû ordonner[31] (dans l'ordre) « On mouillera quatre maillons !… » (ordre préparatoire) puis : « Mouillez !… » (tout court).
La longueur de chaîne ici ordonnée est toutefois d'une importance telle[32], qu'il est recommandé de faire peneau, c'est-à-dire amener préalablement l'ancre à une quinzaine de mètres au dessus du fond.
Il est vrai que cette disposition ne serait pas convenue au scénario du gag de l'homme-grenouille heurté par l'ancre.
- Le plongeur ayant pour mission de fixer une mine sous la coque du cargo aurait dû porter une ceinture de plomb. Puisqu'il n'est pas équipé de gilet de plongée moderne, tel que ceux que l'on fait actuellement, il aurait impérativement dû se lester. Le poids de cette mine l'a peut-être aidé à descendre. Mais une fois celle-ci posée, il courrait le risque de remonter beaucoup trop vite et d'avoir un accident de surpression pulmonaire, surtout qu'il ne peut ôter son serre-nez. Les bulles qu'il émet sont parfaitement dessinées : leur volume augmente en montant et en perdant de la pression jusqu'à la surface.
En revanche, l'option de poser une mine sur la coque d'un navire en marche (en route, même à très faible vitesse) est très improbable.
On notera aussi que le plongeur blessé — rentré à bord du sous-marin, et médicalement soigné par le commandant lui-même — s'est bien gardé de rendre compte de sa déconvenue (et de l'échec de sa mission).

### Inspiration d'Hergé pour les lieux de l’action
Tintin visite Pétra dans Coke en stock, avec le capitaine et Milou. Toutefois, dans cet album, le site ne se trouve pas en Jordanie, mais est transposé dans l'état imaginaire du Khemed.

### Inspiration d'Hergé sur la traite des esclaves noirs
Hergé s'inspire d'éléments d'époque sur la traite des noirs entre l'Afrique et le Moyen-Orient. Il lut des journaux rapportant qu'à Genève, l'ONU stigmatise ce trafic. Le nombre de malheureux réduits en esclavage est alors estimé à un demi-million,. Un rapport de l'ambassadeur de France en Arabie Saoudite signale qu'en 1955, des trafiquants d'esclaves arabes envoient des émissaires en Afrique subsaharienne, se faisant passer pour des missionnaires au service de l'Islam envoyés par de riches croyants pour offrir le voyage à la Mecque. Les pèlerins étaient faits prisonniers puis vendus comme esclaves.
L'inspiration d'Hergé, lorsqu'il imagine un navire de l'US Navy s'imposant pour arrêter le sous-marin de Rastapopoulos dans les eaux internationales, fait référence au Droit de visite des navires étrangers, imposé par les Anglais au reste du monde en 1823, via une série de traités internationaux, moment fort de la lutte internationale contre la traite des esclaves, qui avait fait chuter drastiquement le nombre d'esclaves déportés.
D'autres auteurs belges de BD vont s'inspirer du thème du droit international de la répression de l'esclavage, comme Les Négriers du ciel, une aventure de Marc Dacier, dessinée par Eddy Paape sur un scénario de Jean-Michel Charlier, parue dans Spirou en 1964: un jeune journaliste découvre qu’une compagnie aérienne arabe se livre au commerce d’esclaves noirs. Scandalisé, il souligne que « l'Organisation des Nations unies a dénoncé récemment » ce trafic. Envoyé au Soudan, il se dissimule dans un des avions et réussit à faire arrêter les responsables.

## Parutions et traductions
La prépublication des soixante-deux planches de Coke en stock a lieu dans le magazine Tintin du 31 octobre 1956 au 1er janvier 1958. L'aventure connaît d'autres parutions en feuilleton dans la presse, en particulier dans l'hebdomadaire féminin Elle qui le diffuse en exclusivité pour la presse française à partir du mois de septembre 1957. Dans la presse étrangère, certains journaux la diffusent sous un autre titre : c'est le cas du journal finlandais Aamulehti qui renomme Coke en stock en Tintti Punaisella merellä, c'est-à-dire Tintin en mer Rouge.
Dans les années 1960, Casterman impose à Hergé des modifications dans les dialogues du Crabe aux pinces d'or et de Coke en stock pour contrer les accusations de racisme envers les populations noires et arabes. Ainsi le style trop maladroit de la lettre de l'émir Ben Kalish Ezab à Tintin est modifié, de même que le parler petit nègre jusqu'alors attribué aux Africains destinés à l'esclavage. Pour l'universitaire Florian Moine, ces modifications sont d'autant plus nécessaires que, « devenues un produit de consommation culturelle de masse, les Aventures de Tintin se doivent d'être consensuelles ».

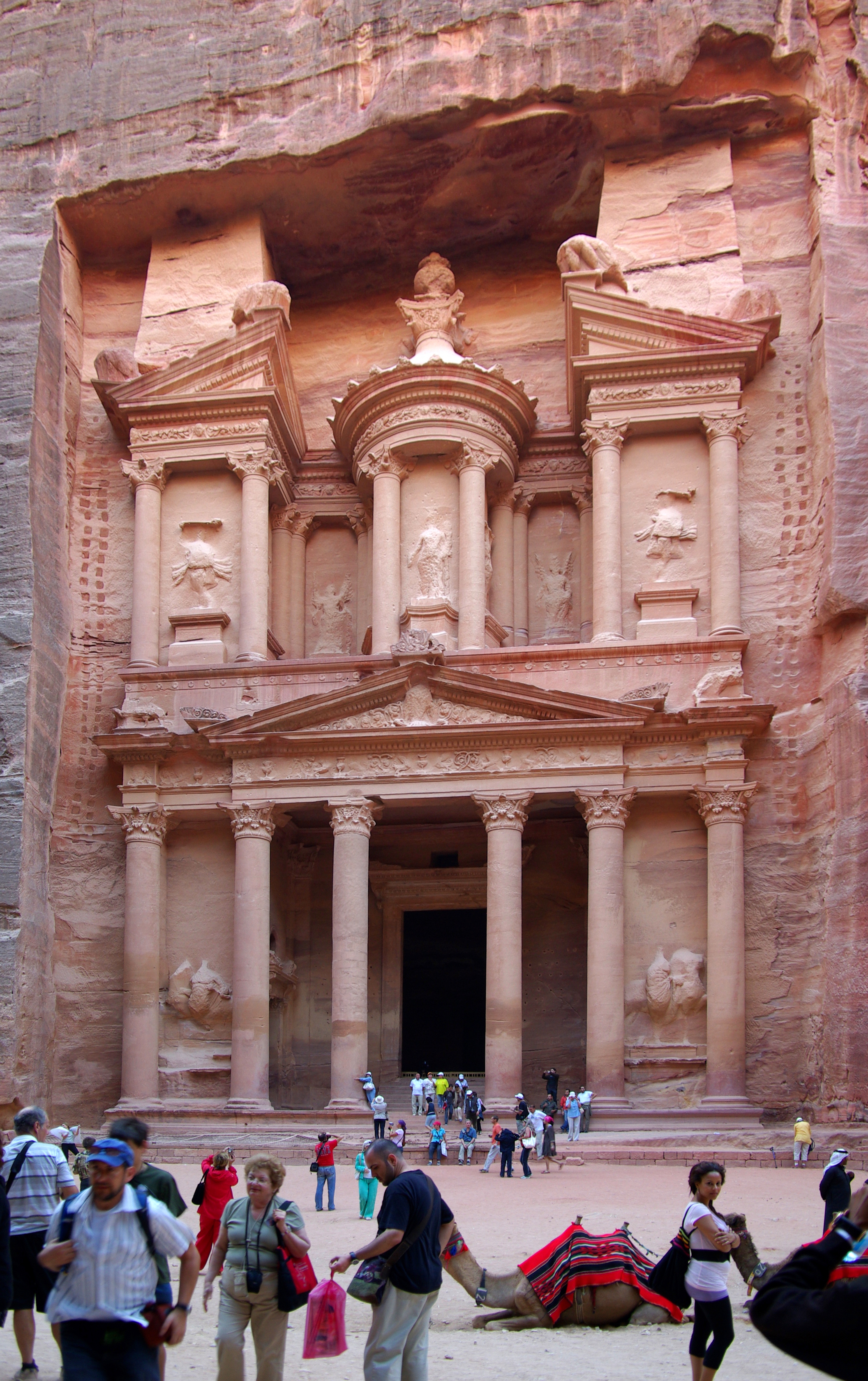
Pétra

- Le premier titre envisagé par Hergé pour cette histoire était Les Requins de la mer rouge. Le titre des versions anglaises de cette œuvre est encore The Red Sea Sharks.

Si, au cours des différentes éditions, certains albums de la série ont connu des modifications dans les images, celles qui caractérisent Coke en stock sont des variations du texte.
- Dans la première version de l'album[42], alors qu'une femme portant un niqab noir s'adresse à lui en langue arabe, le capitaine Haddock lui hurle dans un accès de colère : « Pourriez pas parler français comme tout le monde, espèce de Fatima de prisunic  ?!… Qu'est-ce que vous me voulez, à la fin ?… ». Dans la version ultérieure[43] l'expression qualificative est remplacée[44] par : « espèce de bayadère de carnaval ?!… ».
- Dans la première version de l'album, la discussion entre les pèlerins et le capitaine Haddock se fait à la manière dite « petit nègre ». Diverses associations ayant protesté pour que les Noirs s'expriment dans un français plus correct, Hergé modifia alors ces dialogues. Les Africains s'expriment alors dans un français courant, toutefois partiellement  américanisé à la manière de celui des cités populaires[45], tandis que, de la version initiale, sont conservées[46] des formulations petit nègre du capitaine Haddock, dues à sa mauvaise humeur, ce qui conserve l'humour[47] de la situation basée sur la perception des différences culturelles.
- La lettre, écrite par l'émir et qui montrait à l'origine sa difficulté d'expression dans une langue étrangère, a été transformée en exemple de maîtrise de la littérature poétique, dans la seconde version.

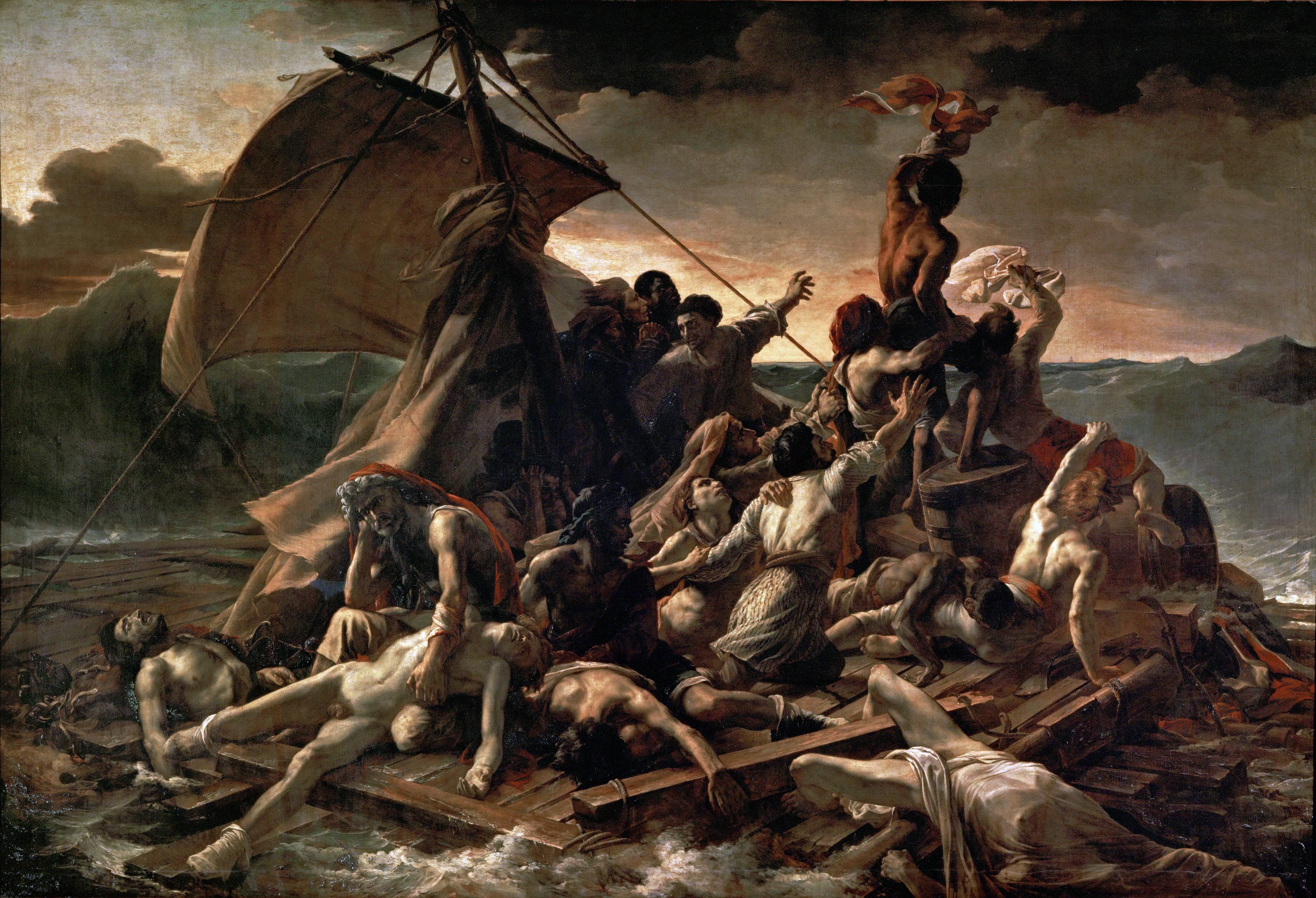
Le Radeau de la Méduse de Théodore Géricault
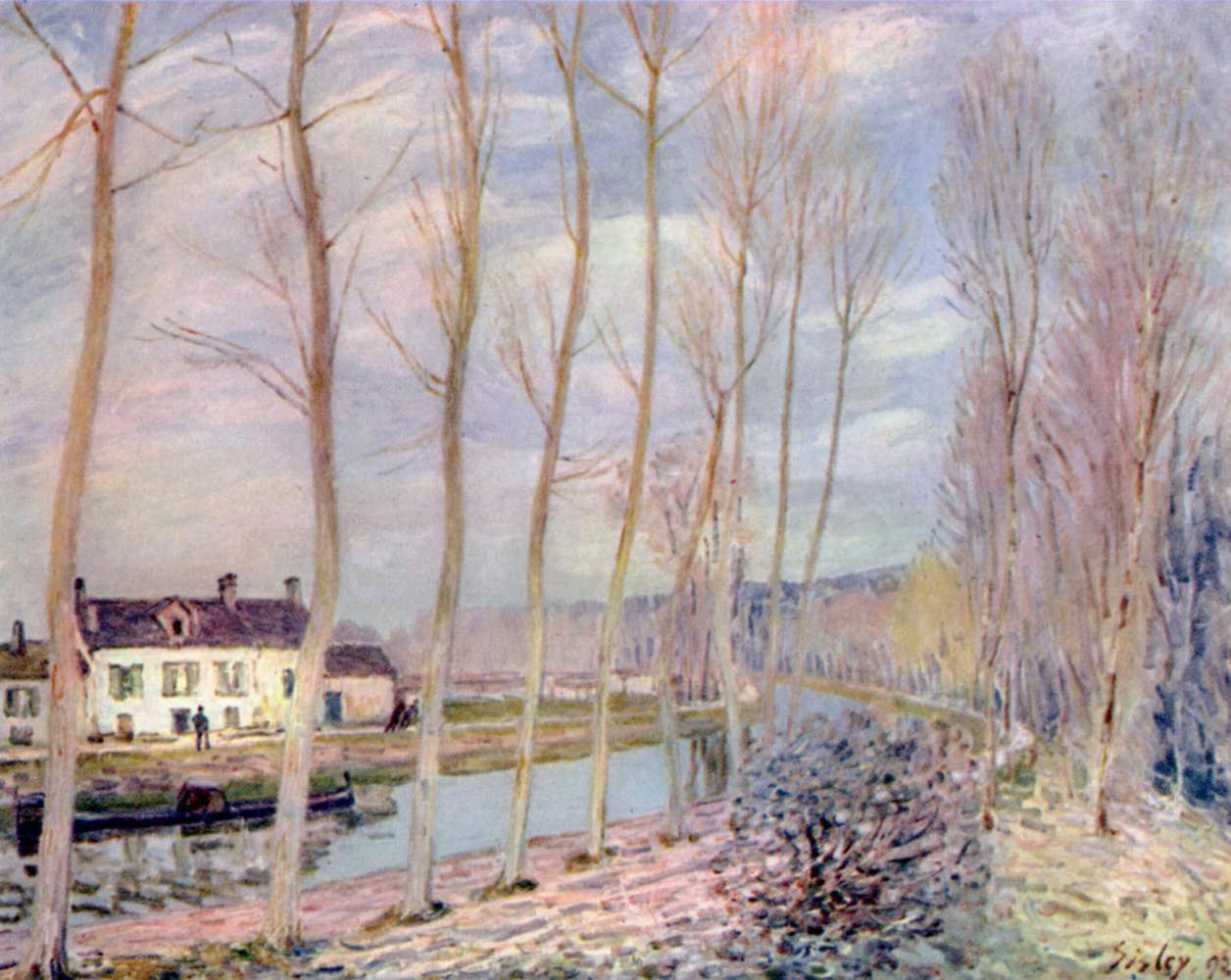
Le Canal du Loing par Alfred Sisley

## Analyse

### Place de l'album dans la série
Spécialiste de l'œuvre d'Hergé, Benoît Peeters qualifie l'album de « complexe, ambigu, quasi labyrinthique », affirmant également qu'il s'agit sans doute de l'aventure dans laquelle le dessinateur « va le plus dans la mise en scène de son propre univers », en convoquant un grand nombre de personnages apparus précédemment dans la série. Hergé confie que la lecture de l'ouvrage Balzac et son monde de son ami Félicien Marceau, paru en 1955, l'a passionné pour le procédé du retour des personnages mis en œuvre dans La Comédie humaine, lui faisant entrevoir tout le parti qu'il pouvait tirer d'un tel procédé qu'il avait lui-même utilisé dans de précédents albums sans le pousser à ce point. De ce fait, Pierre Assouline considère que « le grand public est à l'unisson avec le monde d'Hergé qu'il a vu naître, s'épanouir et grandir d'aventure en aventure ».
Dans le même temps, Tintin n'apparait plus comme le moteur de l'aventure car, selon Benoît Peeters, « plus Hergé complète le portrait des autres personnages, plus il a de mal à s'intéresser au petit reporter ». C'est donc son ennemi de toujours, Rastapopoulos, qui semble conduire le rythme de l'action dans cette aventure.
Selon le critique d'art Pierre Sterckx, Tintin reprend dans cet album sa quête de justice et de défense des opprimés.

### Le«rendez-vous naval de la mer Rouge»
Si la mer est un décor très présent dans Les Aventures de Tintin, Coke en stock constitue selon Yves Horeau « l'apogée de l'aventure maritime » dans la série. L'album clôt le cycle maritime ouvert par Hergé en 1940 avec la rencontre du capitaine Haddock et de Tintin dans Le Crabe aux pinces d'or, la mer constituant alors le décor principal des albums conçus pendant cette période. Pour Yves Horeau, l'abondance de navires et les nombreuses scènes maritimes font de Coke en stock un véritable « rendez-vous naval de la mer Rouge ».
L'universitaire Michel Pierre précise que le récit apparaît « le véritable adieu [des] héros au grand large » dans la mesure où, dans les dernières aventures de la série, Tintin ne prend plus le bateau en mer et n'arpente plus les quais des ports, bien que Vol 714 pour Sydney se déroule sur une île du Pacifique.

### Structure narrative
Le philosophe Rémi Brague inscrit Coke en stock parmi les grands classiques d'Hergé, et considère l'album comme « un sommet inégalé dans l'art d'entremêler les causalités ». Il prend l'exemple de la séquence où Tintin et Haddock se retrouvent sur le cargo abandonné par les trafiquants : Rastapopoulos, l'avion et le sous-marin qu'il envoie, la radio que Szut essaie de réparer ou encore les poissons volants sont « tour à tour cause et effet ». Il salue également l'art de l'intrigue parallèle de l'auteur. Dès la troisième vignette de l'aventure, un couple d'apparence insignifiante marche devant Tintin et Haddock dans la rue, après la sortie du cinéma. Ces deux personnages sont en réalité déjà présents dans L'Affaire Tournesol, en arrière-plan de plusieurs séquences : assis côte à côte dans l'autobus qui mène les héros du centre de Genève à l'aéroport, l'homme détache un morceau de sparadrap du chapeau de sa voisine ; plus tard, celle-ci semble dîner seule au restaurant de l'hôtel Sznorr, à Szohôd, puis ces deux personnages semblent surpris de se rencontrer pendant l'entracte à l'opéra de la capitale bordure. Le fait de les retrouver ensemble au début de Coke en stock laisse à penser qu'ils se sont mariés entre les deux aventures, du moins qu'ils ont entamé une vie commune. Sans qu'aucun de ces deux personnages ne pèse sur l'intrigue des deux albums, Hergé s'autorise en quelque sorte une digression.
Rémi Brague donne un autre exemple pour souligner la capacité de l'auteur de détourner l'attention et de cacher un détail révélateur. Ainsi, dans la quatrième planche, quand Tintin revient du téléphone dans un café bruxellois, Haddock, qui n'a pas bougé de sa place, l'accueille d'un air gêné. Le lecteur attentif s'aperçoit que le verre (ballon) posé devant lui est rempli à ras bord de l'eau minérale de la commande, tandis que le second, celui de Tintin, est pratiquement vide. Mais surtout, il tient un troisième verre, contenant un liquide coloré dans lequel flotte un glaçon : tout laisse penser que le capitaine a profité de l'absence de Tintin pour se faire discrètement servir un verre d'alcool, probablement du whisky, alors que Tintin l'avait subtilement incité à se contenter, comme lui, d'une eau minérale.
Le même lecteur attentif ne manquera pas de constater que — contrairement à ses habitudes — Haddock aura noyé son whisky on the rocks.

### L'humour à travers le«clan des fâcheux»
Bien que leur présence reste secondaire dans cette aventure, les Dupondt, Abdallah et Séraphin Lampion rendent immédiatement divertissantes les scènes auxquelles ils participent. Thierry Groensteen, historien de la bande dessinée, les rassemble dans ce qu'il nomme le « clan des fâcheux » car chacun d'eux forme, à sa manière, un couple comique avec Haddock. Le capitaine est en effet la cible préférée des mauvais coups de ce « magasin de farces et attrapes » qu'est le fils de l'émir, de même que Lampion incarne l'éternel casse-pieds, « un importun à l'humour pesant dont on ne sait comment se débarrasser ». Mais alors que les Dupondt font le plus souvent rire à leurs dépens, les farces d'Abdallah sont systématiquement méchantes.
À chaque apparition d'Abdallah, Hergé multiplie les gags, inspirés le plus souvent de classiques du cinéma burlesque, à l'image du seau d'eau placé en haut d'une porte entrouverte et que le capitaine reçoit sur la tête en entrant dans le château. Le mécanisme du rire fonctionne d'autant plus que la victime est surprise de la farce, tandis que le lecteur est le plus souvent préparé au gag. Les revirements du capitaine participent du ressort comique de l'aventure, quand il traite le fils de l'émir de « véritable démon » tout en étant prêt à s'attendrir pour peu qu'il reçoive une marque d'affection du jeune garçon.
Le comportement turbulent et exécrable du jeune garçon irrite le capitaine Haddock qui « accepte de rejoindre le Khemed pour fuir la promiscuité invivable avec le garnement » : pour la géographe Anna Madœuf : « sa mauvaise éducation, son insolence et sa nombreuse suite [sont] une véritable tribu d'envahisseurs installée dans le grand salon de Moulinsart ». De même, selon Cristina Álvares, professeur de littérature à l'université du Minho, « l'intrusion à Moulinsart de personnages intraitables comme Abdallah, Lampion et la Castafiore [font tous] éclater la sphère domestique et la rendent inhabitable ».

## Adaptations

### Version en français québécois
À l'automne 2009 une version adaptée en français québécois par Yves Laberge sous le nom de Colocs en stock a été publiée par Casterman. Cette version fut critiquée par la presse comme étant de la « folklorisation »  et abusant « d'un vocabulaire passéiste et d'une sur-joualisation des dialogues ».

### Série animée
Cet album fut adapté dans la série animée de 1992. Il y a des différences entre la bande dessinée et la série animée qui en est tirée.
En effet, dans la bande dessinée, le trafic d'esclaves ne choque pas l'émir outre mesure, dans le dessin animé, le conflit avec l'Arabair découle bien de ce que celle-ci se livre au trafic d'esclaves.
De plus, les pèlerins ne sont plus noirs mais arabes tandis que les réseaux d'esclavagistes arabes sont totalement absents du récit.
Autres différences, enfin :
- Dans l'album, « Mull Pacha »[71] n'est qu'un chef militaire (subordonné à Bab El Ehr) qui dirige les opérations depuis un bureau. Dans le dessin animé, le personnage de Bab El Ehr, grand rival politique de l'émir Ben Kalish Ezab dans l'album, n'apparaît pas. C'est en effet Mull Pacha, qui est à la tête de la rébellion (et qui semble devenir le nouveau maître du pays, une fois l'émir renversé).
- Dans l'album, l'incendie du cargo Ramona déclenché par Allan ayant été éteint par les deux héros, Tintin (à la passerelle) prend la barre du navire, et Haddock fait remettre les machines en route. Puis, ceci fait, au moyen d'une échelle amovible, le capitaine extrait les Noirs de la cale où ils étaient séquestrés. Dans la série animée, Tintin et Haddock libèrent donc non pas des Noirs mais des Arabes ; et ce n'est qu'alors que tout ce monde s'y colle pour éteindre l'incendie, remettre les machines en marche, tandis que Tintin se porte à la passerelle comme dans l'album.